# Falerii

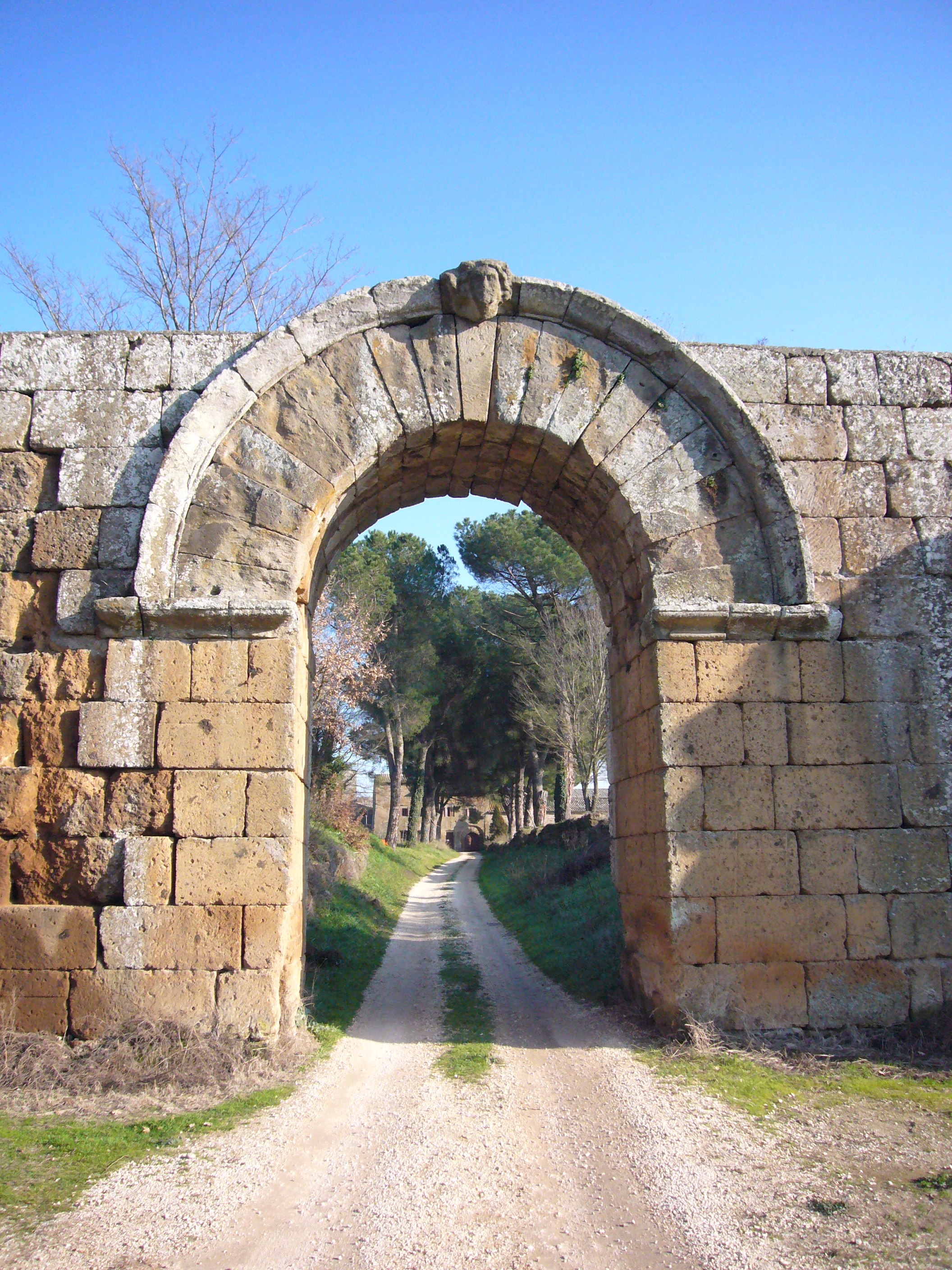
La Puerta de Júpiter (Porta di Giove), una de las entradas a Falerii Novi.

Faleria (en latín Falerium) fue una antigua ciudad de Etruria, ubicada unos kilómetros al oeste del Tíber y al norte del monte Soracte. 

## Historia

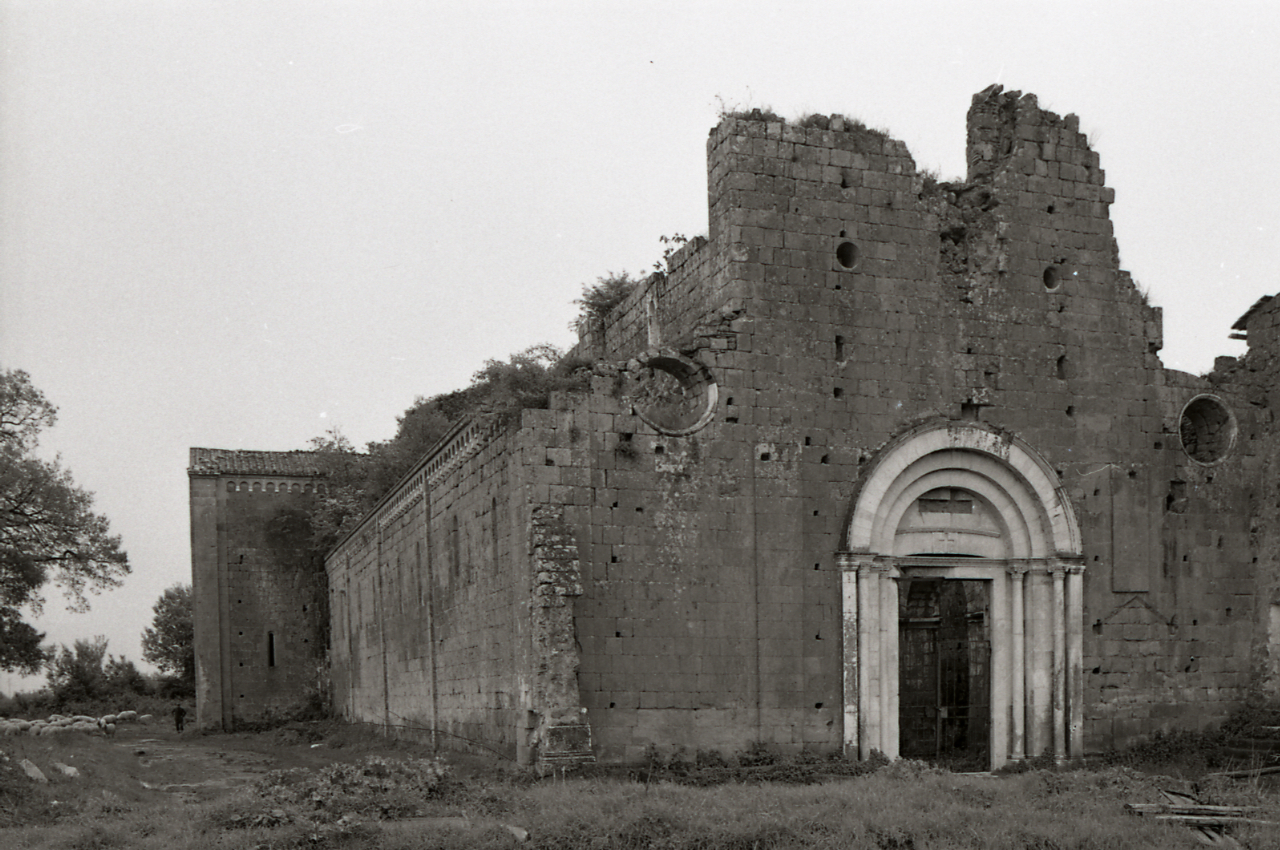
Ruinas de la iglesia de Santa Maria de Falleri, presentadas en 1972 antes de la restauración, en una foto de Paolo Monti.

No aparece en registros históricos hasta el siglo V a. C. cuando se enfrentó por primera vez con los romanos, siendo entonces seguramente una de las 12 ciudades de la liga etrusca. La tradición antigua hacía a sus habitantes descendentes de los argivos y Dionisio menciona que adoraban al Juno argivo. Su fundación se atribuye a Haleso, hijo de Agamenón. Sus habitantes son llamados faliscus y se decía que hablaban una lengua diferente a la de otros etruscos. Pero estas diferencias, si alguna vez existieron, habían desaparecido en el momento del contacto en Roma. Algunas de las costumbres de los faliscos eran similares a las de los sabinos (Juno argivo puede ser asimilado al Juno Curiris o Quiritis). El dios sabino Janus Quadrifons, también adorado en la ciudad, pasó de Faleria a Roma. 
En el 437 a. C. era una ciudad puramente etrusca y estaba aliada con Veyes, apoyando ambas a Fidenas en su revuelta contra Roma. Serían derrotadas por Cornelio Coso, pero Faleria continuó apoyando a Veyes, y cuando se formalizó el asedio de esta ciudad, Faleria incitó a las otras ciudades etruscas en Roma, sin conseguirlo. También fracasaron en sus propios esfuerzos y tras la conquista romana de Veyes se encontraron en primera línea. La ciudad fue asediada por Camilo. Es probable que el asunto acabara en un tratado de deditio, o ciudad sometida, conservando su estructura política. Desde entonces la ciudad fue aliada romana, alianza que mantuvo hasta que en el 356 a. C. se unió a Tarquinia contra Roma. Las fuerzas aliadas fueron derrotadas por el dictador Cayo Marcio Rútilo, tras lo que obtuvieron la renovación del tratado y retomaron las buenas relaciones con Roma durante 60 años. 
En el 293 a. C. se unió a la revuelta de las ciudades etruscas contra Roma pero fue rápidamente sometida por el cónsul Carvilio, firmándose una tregua por un año que terminaría en la paz definitiva. 
Tras la primera guerra púnica, en el 241 a. C., y por causas completamente desconocidas y difíciles de entender, la ciudad se rebeló. El conflicto fue breve, pues la ciudad fue sometida al cabo de seis días. Quince mil ciudadanos murieron en la lucha y los habitantes que sobrevivieron fueran obligados a evacuarla y fundar una nueva ciudad en un punto de fácil acceso y sin defensas naturales. Así lo cuenta Zonaras, lo que permite asegurar que las ruinas de la ciudad de Faleria en la actual Santa Maria in Falleri no son las de la antigua ciudad etrusca, sino las de la ciudad del periodo romano conocida por Falerii Nova, mientras que las ruinas de la antigua ciudad (Falerii Veteres) corresponden a las cercanías de la actual Civita Castellana.
En Falerii Nova se estableció una colonia romana en tiempo de los triunviratos que se llamó Colonia Junonia Faliscorum o Colonia Falisca. No fue una ciudad muy importante y por su nombre se deduce que permaneció en ella el culto a Juno. Subsistió como ciudad de poca entidad durante el Imperio y todavía se la mencionada con el nombre de Faleros en la Tabula Peutingeriana, a unos 8 km de Nepe (actual Nepi), junto la vía hacia Ameria. Fue sede episcopal desde el siglo V al XI, pero en la Edad Media sus habitantes volvieron a buscar la seguridad de la ciudad vieja (Falerii Veteres), a unos 6 km de Civita Castellana y unos 8 de Nepi. En el lugar donde estuvo Falerii Nova sólo quedan una granja y una iglesia llamada Santa Maria in Falleri, consistiendo las ruinas en las murallas (originalmente de unos 2 km), con las puertas arcadas y torres cuadradas, unas de las mejor preservadas. En el de Falerii Veteres quedan unos restos de las murallas.